# Khaled Hmani
Khaled Hmani, né le 3 janvier 1986 à Mellita (Kerkennah), est un footballeur tunisien évoluant au poste de défenseur.
Il est le frère d'un joueur passé par l'Océano Club de Kerkennah, Adel Hmani.

## Biographie
Il est formé au Kerkennah Sport mais sa première vraie apparition a lieu au sein du Progrès sportif de Sakiet Eddaïer en 2005. Capitaine de l'Union sportive monastirienne et de l'Espoir sportif de Hammam Sousse, il termine la Ligue des champions arabes 2008-2009 au niveau des quarts de finale face à l'Entente sportive sétifienne (1-1 à l'aller, 1-3 au retour) et perd la finale de la coupe de Tunisie (0-1) après prolongations contre le Club sportif sfaxien au stade olympique de Radès. Durant la saison 2010-2011, il remporte la troisième place et la médaille d'argent lors de la Coupe de la Ligue amateur Promosport avec l'Océano Club de Kerkennah. Il joue avec le Club athlétique bizertin lors de la coupe de la confédération 2013, lors de laquelle son club échoue en demi-finale face au Club sportif sfaxien (0-0 à l'aller, 0-1 au retour). Il joue encore une fois à la coupe de la confédération 2014 avec la même équipe, éliminée en huitièmes de finale face au Nkana FC (0-0 à l'aller, 1-1 au retour). À l'été 2017, il signe un contrat pour la saison 2017-2018 avec l'Océano Club de Kerkennah, dont il devient capitaine.

## Clubs
- avant 2005 : Kerkennah Sport
- 2005-2006 : Progrès sportif de Sakiet Eddaïer
- 2006-2010 : Union sportive monastirienne avec le numéro 2
- 2010-2011 : Océano Club de Kerkennah avec le numéro 15
- 2011-2013 : Espoir sportif de Hammam Sousse avec les numéros 15 puis 35
- 2013-2016 : Club athlétique bizertin avec le numéro 5
- 2017 : East Riffa (Bahreïn) avec le numéro 2
- 2017-2018 : Océano Club de Kerkennah avec le numéro 15
- depuis 2018 : Al-Salt SC (Jordanie) avec le numéro 30

## Buts
- 2008-2009 : deux avec l'Union sportive monastirienne
- 2009-2010 : trois avec l'Union sportive monastirienne
- 2011-2012 : un avec l'Espoir sportif de Hammam Sousse
- 2012-2013 : deux avec l'Espoir sportif de Hammam Sousse
- 2013-2016 : aucun avec le Club athlétique bizertin
- 2017-2018 : deux avec l'Océano Club de Kerkennah
- 2018-2019 : deux avec l'Al-Salt SC (Jordanie)

## Palmarès
- Coupe de Tunisie :
  - Finaliste : 2009